# Stubendorffia gracilis
Stubendorffia gracilis là một loài thực vật có hoa trong họ Cải. Loài này được Botsch. & Vved. miêu tả khoa học đầu tiên.